# 金唇白点兰
金唇白点兰（学名：Thrixspermum fantasticum）,又名小风兰，为兰科白点兰属下的一个种。

## 扩展阅读
- 維基物種上的相關：金唇白点兰